# Проскура Ольга Василівна
Ольга Василівна Проскура (31 травня 1904, Київ — 2 травня 1978, Київ) — український радянський лікар-уролог, доктор медичних наук (з 1959 року), заслужений діяч науки УРСР.

## Біографія
Народилася 18 (31 травня) 1904 в Києві. У 1928 році закінчила Київський медичний інститут. У 1953—1969 роках — завідувач кафедрою урології, з 1961 року — професор Київського інституту вдосконалення лікарів. У 1958 році захистила докторську дисертацію на тему: «Раціональні методи хірургічного лікування міхурово-піхвових нориць». Учениця професора А. А. Чайки.

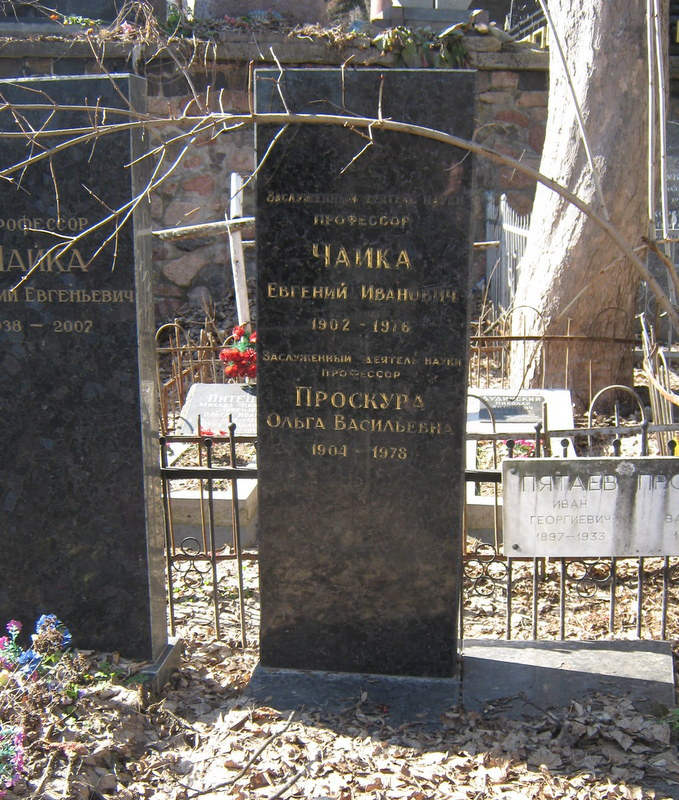
Могила Ольги Проскури

Протягом багатьох років була Головним урологом Міністерства охорони здоров'я УРСР.
Померла в Києві 2 травня 1978 року. Похована разом з родиною на Байковому кладовищі (ділянка № 2).

### Родина
- Чоловік — науковець-патологоанатом, доктор медичних наук Євген Чайка (1902—1976).
  - Син — науковець-радіотехнолог, доктор технічних наук Георгій Чайка (1935—2016).
  - Син — науковець-технолог, доктор фізико-математичних наук Василь Чайка (1938—2007).

## Наукова діяльність
Автор 120 наукових робіт. Основні праці присвячені питанням пластичної урології при травмах сечових органів та їх виродливостях, сечокам'яної хвороби, вивченню змін функцій органів та вдосконаленню оперативної техніки і консервативних методів лікування при нефролітіазі.
Учні — професори П. М. Федорченко, Є. Я. Баран, І. Ф. Юнда.

## Відзнаки
Нагороджена орденом «Знак Пошани», медалями.
Заслужений діяч науки УРСР (з 1968 року).